# Szopy (Będargowo)
Szopy (Szopy, kaszb. Szopë) – część wsi Będargowo w Polsce, położona w województwie pomorskim, w powiecie wejherowskim, w gminie Szemud.
W latach 1975–1998 Szopy administracyjnie należały do województwa gdańskiego.